# Riacho dos Porcos (Ceará)
O Riacho dos Porcos é um rio brasileiro que banha o estado do Ceará.
É um afluente do Rio Salgado sendo seu curso inteiramente localizado na região do Cariri Cearense. O riacho abastece o Açude Atalho que fica entre Brejo Santo e Jati.
Nasce no sopé da Serra do Araripe, no município de Porteiras-CE, tem como principal afluente o Riacho São Miguel, que nasce no Distrito de São Miguel em Mauriti-CE e deságua no Riacho dos Porcos no município de Milagres, onde é localizado trecho considerável de seu curso, indo desaguar no Rio Salgado no Distrito de Ingazeiras, Aurora-CE. As águas do Riacho dos Porcos abastecem o açude Orós, no município do mesmo nome e o açude Castanhão no vale do Jaguaribe. 